# Plâtrière

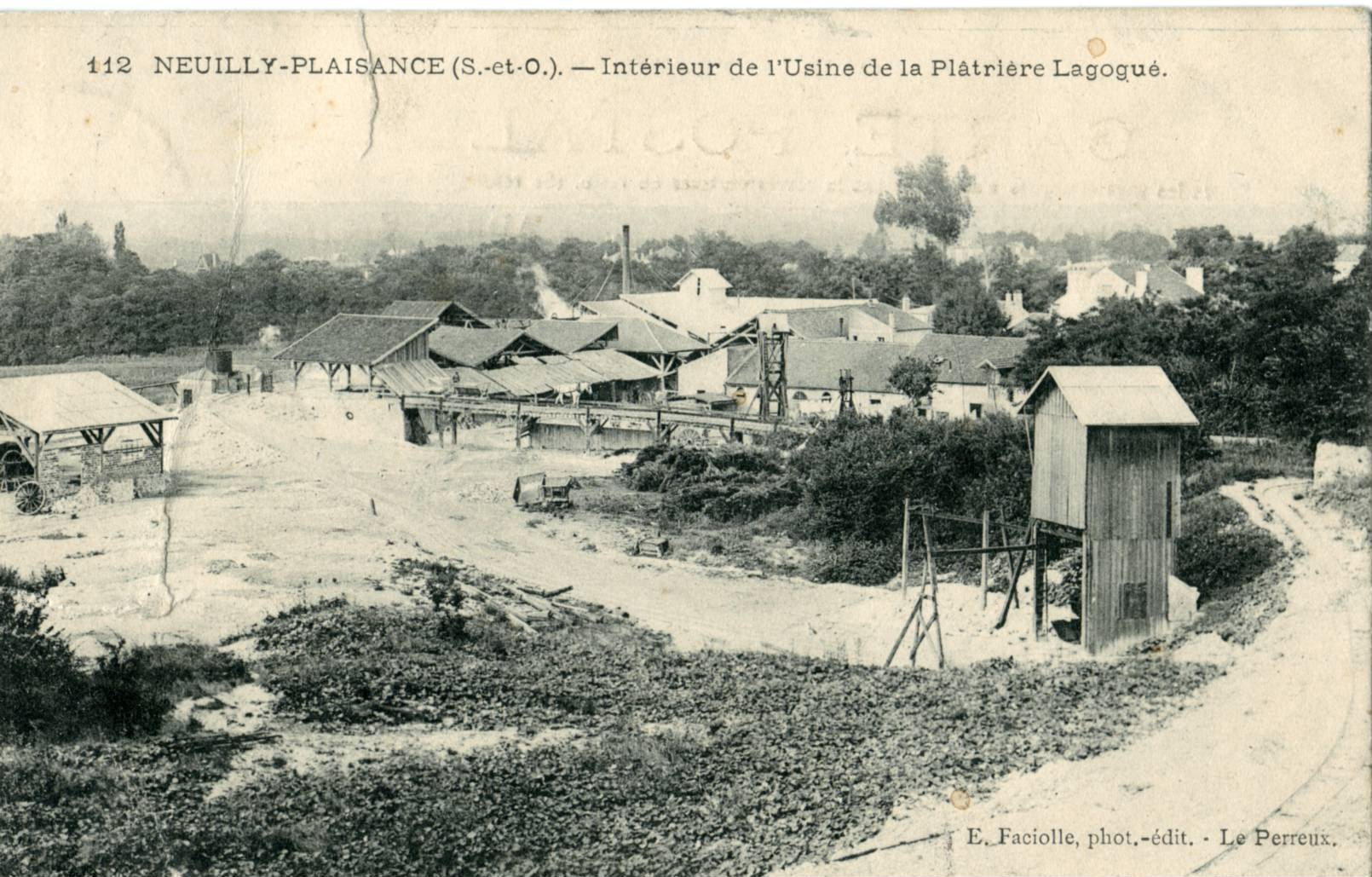
De nombreuses plâtrières existaient dans le Bassin parisien au début du XXe siècle. Ici, vue prise d'une plâtrière à Neuilly-Plaisance.

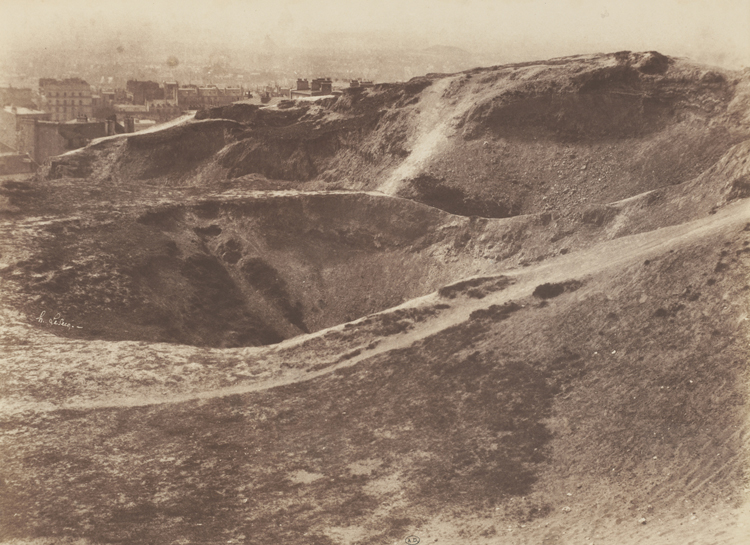
Les plâtrières dites "Carrières d'Amérique", à Paris, photographiées par Henri Le Secq en 1852. Elles étaient situées à l'emplacement de l'actuel parc des Buttes-Chaumont.

Une plâtrière est une carrière de gypse, destiné à la production du plâtre. Cette carrière peut être à ciel ouvert ou souterraine.

## En France
On en trouve dans plusieurs régions :
- Bassin parisien,
- Provence,
- Sud-Ouest,
- Alpes,
- Haute Savoie,
- Charentes,
- Lorraine,
- Jura.

Le gypse a surtout été exploité en Île-de-France, notamment dans les communes situées au nord-est de Paris (Vaujours) et dans le massif de l'Hautil, ainsi qu'à Paris même, à Montmartre et aux Buttes-Chaumont. On extrait encore beaucoup de gypse dans les Buttes du Parisis.
Le gypse était extrait puis cuit dans des fours destinés à cet effet, puis broyé et tamisé pour en faire le plâtre.
Ces carrières ont eu un fort impact sur l'urbanisation de la capitale, puisque certains quartiers doivent aux anciennes carrières leur visage actuel, voire leur nom : il y a ainsi dans le 18e arrondissement
un quartier nommé quartier des Grandes-Carrières.
Il existe plusieurs anciennes plâtrières dans le département de l'Ariège, comme à Surba et Arignac.